# Zapasy na Igrzyskach Mikronezyjskich 2024
Turniej zapasów na igrzyskach Mikronezyjskich w 2024 rozegrano w dniach 15-24 czerwca w Majuro, na Wyspach Marshalla. W tabeli medalowej tryumfowali zapaśnicy z Wysp Marshalla.

## Tabela medalowa
Gospodarz mistrzostw został zaznaczony kolorem.
| Poz. | Państwo          |        |    |    | Łącznie |
| ---- | ---------------- | ------ | -- | -- | ------- |
| 1    | Wyspy Marshalla  | 7 (4)  | 5  | 2  | 14      |
| 2    | Mikronezja       | 5 (1)  | 8  | 14 | 27      |
| 3    | Mariany Północne | 4      | 0  | 0  | 4       |
| 4    | Palau            | 3      | 2  | 1  | 6       |
| 5    | Nauru            | 2      | 6  | 1  | 9       |
|      | Łącznie          | 21 (5) | 21 | 18 | 60 (65) |

- W nawiasie złote medale przyznane bez walki, z powodu zbyt małej liczby zawodników.

## Wyniki

### Styl klasyczny
| Konkurencja         | Złoto                        | Srebro                       | Brąz               |
| Kategoria do 55 kg  | Charles Kyle Facer           | John Joey J.Robert           | Alexander Adiniwin |
| Kategoria do 60 kg  | Damien Damian                | Germaine Waylon Jr.A. Muller | Ray Joy Robert     |
| Kategoria do 63 kg  | Mark Nittu                   | GJ Damian                    | ----               |
| Kategoria do 67 kg  | Lowe Bingham                 | Andrew Jr. Mwaitog           | PH Robert Walter   |
| Kategoria do 72 kg  | Isamaela Solomon             | Christian Nicolescu          | Hamray Temaki      |
| Kategoria do 77 kg  | James Brian Attao Greene Jr. | Jeton Anjain                 | Paulus Barnabas    |
| Kategoria do 82 kg  | Bremen Leban                 | O'Brain Yaromal              | Flady Nittu        |
| Kategoria do 87 kg  | Ricktack Israel Iban Jr.     | Deamo Baguga                 | Kevin Leon         |
| Kategoria do 97 kg  | Ryan Justice Tochi Babauta   | Kenfield Mike                | Ken Predrick       |
| Kategoria do 130 kg | Ryan Ifamilik                | Dan Olsson                   | Skarlee Renguul    |

### Styl wolny
| Konkurencja         | Złoto                        | Srebro                | Brąz                   |
| Kategoria do 57 kg  | Antel Pero                   | Yestin Uehara Narruhn | John Joey J.Robert     |
| Kategoria do 61 kg  | Kiabin Kennedy               | Hayden Quinn Narruhn  | Kelsy Prederick        |
| Kategoria do 65 kg  | Ishmael Bunglick             | Lowe Bingham          | Omar Narruhn           |
| Kategoria do 70 kg  | Christian Nicolescu          | Isamaela Solomon      | Ohsana Ioanis          |
| Kategoria do 74 kg  | Risky Predrick               | Kakaiga Munauke       | Bercil Timothy         |
| Kategoria do 79 kg  | James Brian Attao Greene Jr. | Bremen Leban          | Sebastian John Peralta |
| Kategoria do 86 kg  | Ricktack Israel Iban Jr.     | Deamo Baguga          | Jeremy A.Konrat        |
| Kategoria do 92 kg  | Benedict Kintaro             | Kevin Leon            | John Tulensru          |
| Kategoria do 97 kg  | Ryan Justice Tochi Babauta   | Skarlee Renguul       | Kenfield Mike          |
| Kategoria do 125 kg | Ryan Ifamilik                | Ring Clarence         | ----                   |

### W stylu wolnym kobiet
| Konkurencja        | Złoto                 | Srebro            | Brąz |
| Kategoria do 53 kg | Capella Takira Lajuan | ----              | ---- |
| Kategoria do 55 kg | Berthania Sione       | ----              | ---- |
| Kategoria do 59 kg | Kalani J.Horiuchi     | ----              | ---- |
| Kategoria do 65 kg | Katewa Rewin Ioane    | ----              | ---- |
| Kategoria do 72 kg | Uilau Tarkong         | Takeniti Atanaake | ---- |
| Kategoria do 76 kg | Merean Atanaake       | ----              | ---- |